# Áreas protegidas das Filipinas

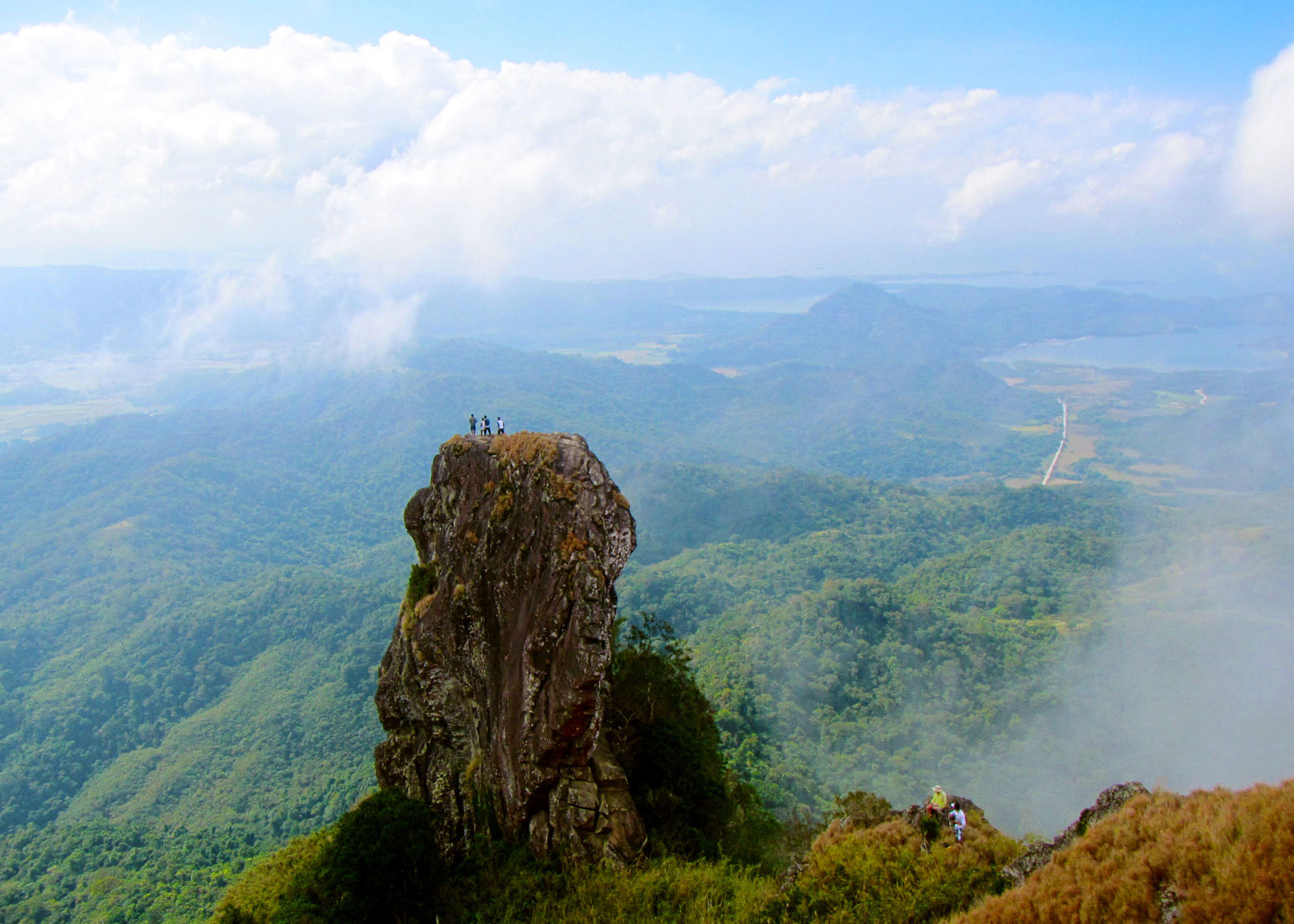
Paisagem Protegida dos Montes Palay-Palay–Mataas-na-Gulod.

As áreas protegidas das Filipinas são espaços geográficos do território filipino que beneficiam de um regime de proteção específico, com o objetivo geral de conservar a natureza, e que se enquadram no conceito de área protegida.

## História
A primeira lei significativa que formou a base do atual sistema nacional de áreas protegidas filipino é a Lei da Comissão Filipina no. 648, promulgada em 1903 pelo Congresso dos Estados Unidos. Essa lei autorizava o Governador Civil da então colônia a "reservar, com propósitos civís, de venda ou ocupação, qualquer parte do domínio público não apropriada por lei para finalidades públicas específicas".

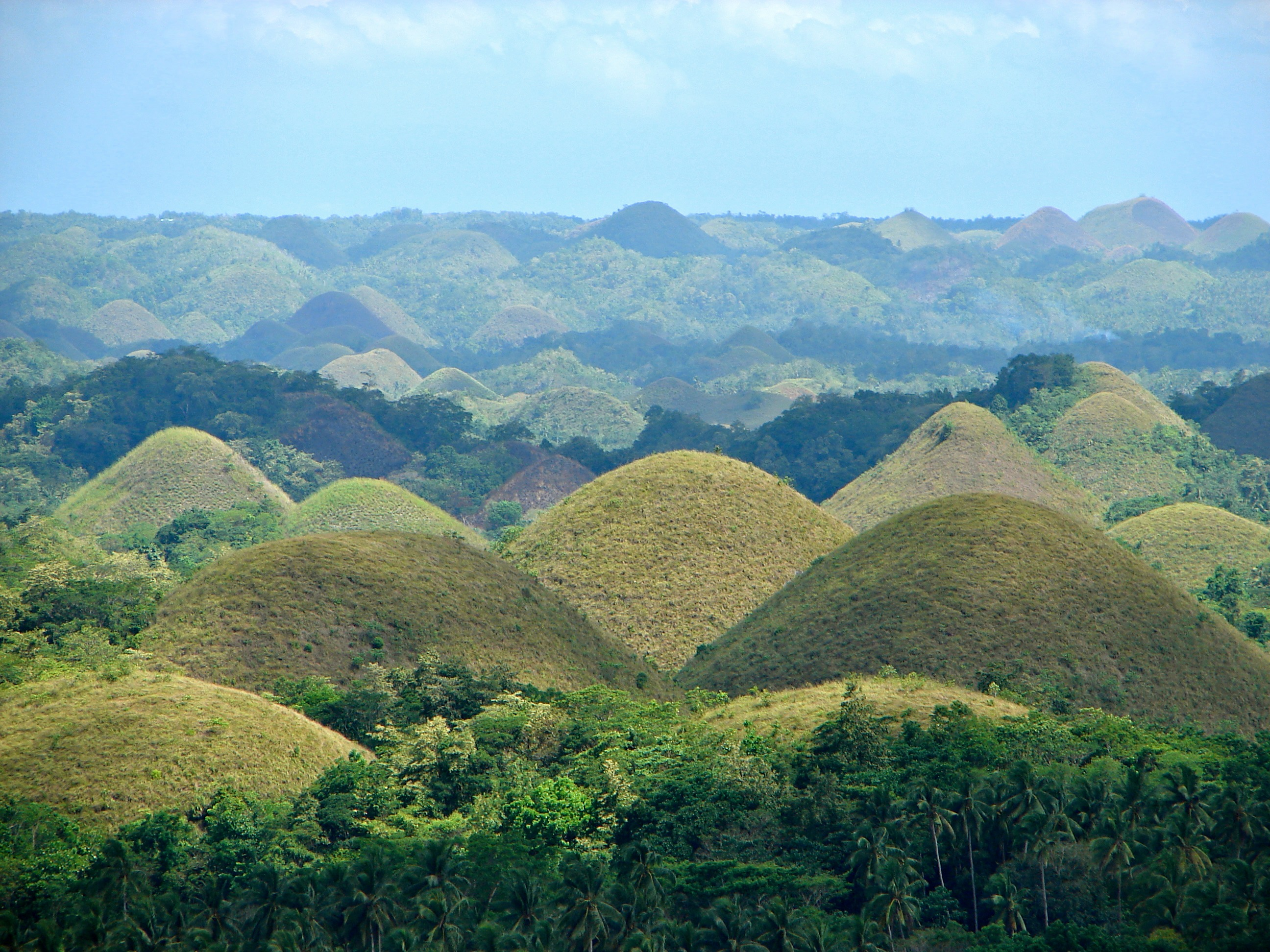
Monumento Natural Chocolate Hills

Um total de oito reservas foram criadas até 26 de julho de 1904, com base nessa lei. Nesse ano, a Lei de Florestas (lei no. 1148) foi adotada e estendeu o escopo das áreas protegidas nas Filipinas. Dentre as primeiras reservas desse novo tipo criadas no país, pode-se mencionar a Reserva do Monte Maquiling, criada por decreto em 21 de novembro de 1910.
Em 1 de fevereiro de 1932 foi promulgada a Lei de Parques Nacionais (Lei no. 3195), que formalmente estabeleceu um sistema de parques nacionais no país. O Monte Arayat tornou-se o primeiro parque nacional nas Filipinas, criado em 27 de junho de 1933, com base nessa lei.
Uma série de leis foram aprovadas nas próximas décadas, com o objetivo de fortalecer essas políticas públicas, incluindo o Código Florestal Revisado de 1975 (Decreto presidencial no. 705) e a Ordem Administrativa de Florestas no. 7. Após a promulgação da constituição filipina de 1987, foi aprovada a Lei do Sistema Nacional Integrado de Áreas Protegidas, o que permitiu avançar com a classificação e a administração de áreas protegidas no país.

## Classificação
As áreas protegidas filipinas aqui descritas respondem ao que é previsto pelo National Integrated Protected Areas System (NIPAS) Act of 1992 (Republic Act no. 7586). Além disso, o pais conta com áreas protegidas criadas com base em acordos e programas internacionais, como Reservas da Biosfera, Sítios Ramsar e Sítios do Patrimônio Mundial.

### Parques Nacionais
Os Parques Nacionais filipinos são áreas essencialmente de caráter selvagem, que são removidas  de assentamentos, ocupação ou outras formas de uso, exceto em casos em conformidade com seus planos de manejo, e que são separadas dessa forma exclusivamente para a conservação de seu patrimônio natural, paisagístico e histórico, de seus animais e plantas, e para que provejam à população o gozo dessas suas características.

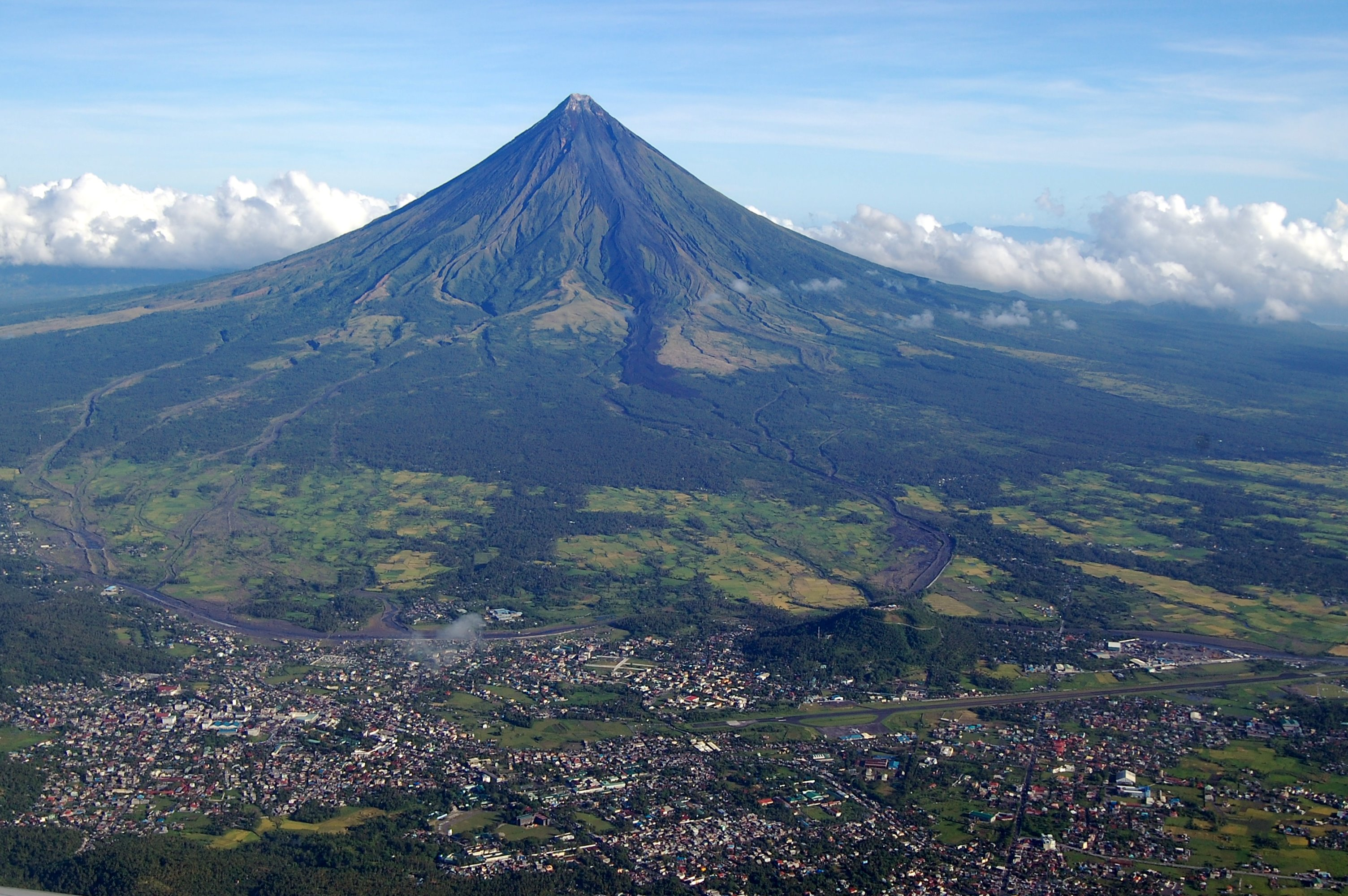
Parque Natural do Vulcão Mayon

### Parques Naturais
Os Parques naturais são áreas relativamente amplas, não alteradas materialmente pela ação humana, nas quais a extração de recursos naturais não é permitida, sendo mantidos para que protejam áreas naturais e paisagísticas extraordinárias, de significância nacional ou internacional para usos científicos, educacionais e recreativas.

### Monumentos Naturais
Um Monumento Natural é uma área relativamente pequena, focada na proteção de características naturais relevantes no plano nacional, por conta de seu interesse especial ou características únicas.

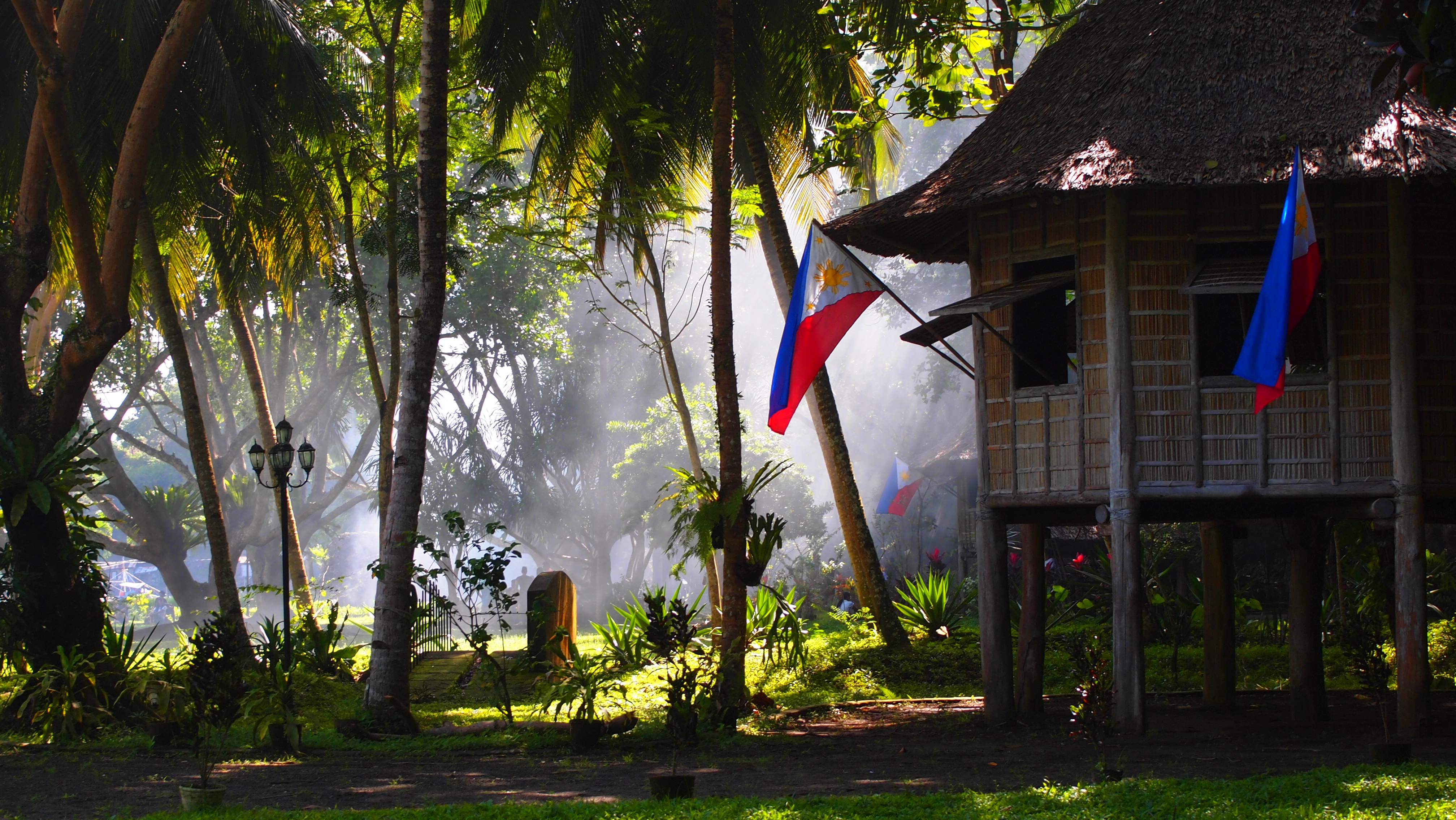
Paisagem Protegida do Memorial José Rizal

### Paisagens Terrestres e/ou Marinhas Protegidas
As Paisagens Terrestres e/ou Marinhas Protegidas são áreas de interesse nacional que se caracterizam pela harmoniosa interação entre homem e natureza, e que providenciam oportunidades para gozo público através da recreação e do turismo, que devem enquadra-se no estilo de vide e nas atividades econômicas dessas áreas.

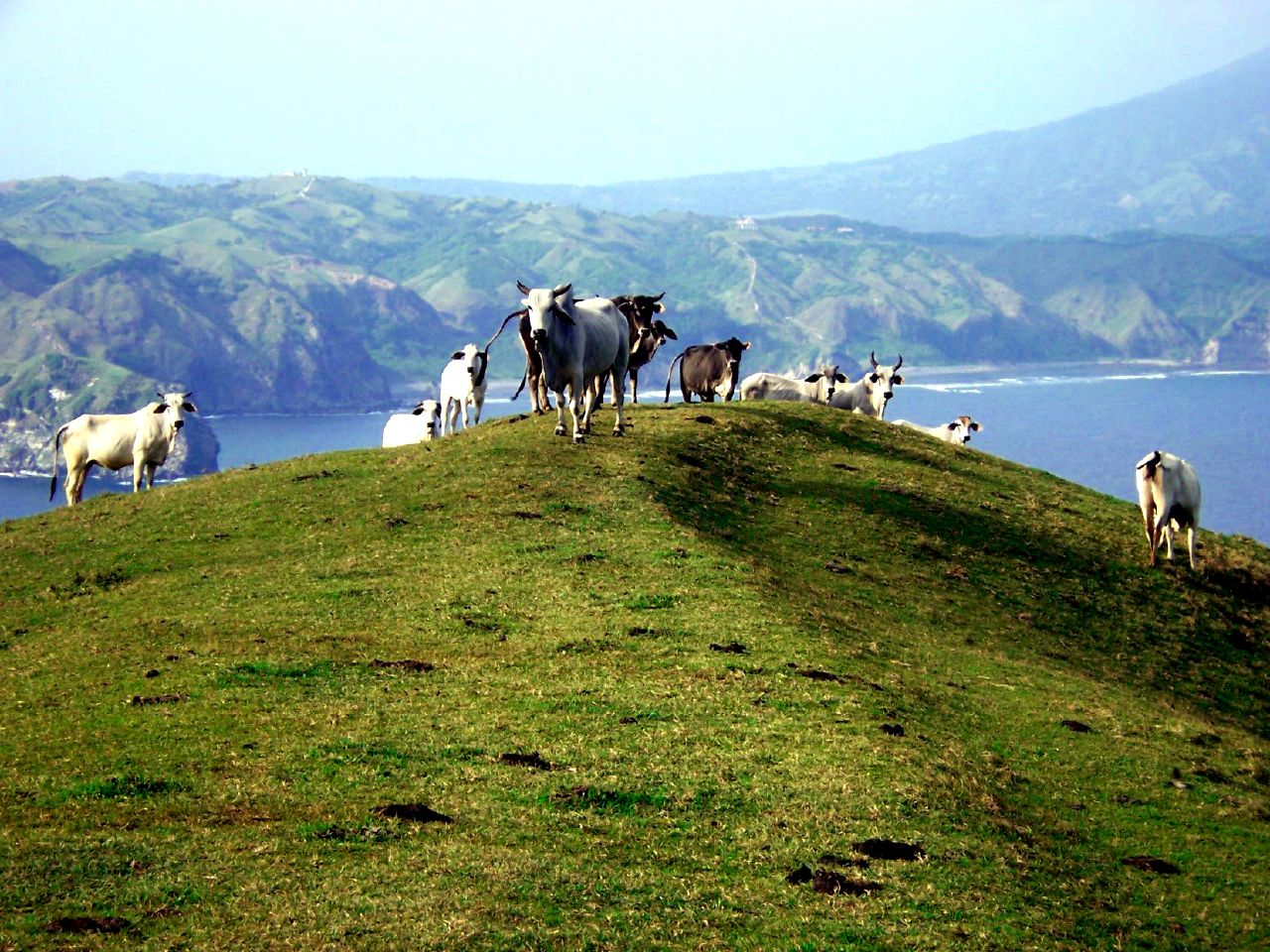
Paisagem Terrestre e Marinha Protegida de Batanes

### Reservas Naturais Integrais
As Reservas Naturais Integrais são áreas que possuem ecossistemas, características e/ou espécies de fauna e flora que são excepcionais do ponto de vista científico nacional, e que são criadas e geridas para proteger e manter os processos naturais sem perturbações, de forma que se tenha espaços ecologicamente representativos à disposição para estudos e pesquisa, monitoramento, educação, e para a manutenção de recursos genéticos em um estado evolucionário dinâmico.

### Reservas de Recursos
As Reservas de Recursos são áreas protegidas extensas e relativamente isoladas, e normalmente desabitadas por serem de difícil acesso, e que são afetadas para proteger os recursos naturais locais para uso futuro, ou prevenir ou limitar atividades que poderiam afetar esses recursos, através de objetivos baseados em um planejamento adequado.

### Áreas Bióticas Naturais
As Áreas Bióticas Naturais são áreas reservadas para permitirem que o modo de vida de sociedades vivendo em harmonia com o seu ambientes adaptem-se ao mundo moderno no seus próprios ritmos.

### Santuários da Vida Selvagem
Os Santuários da Vida Selvagem compreendem áreas que asseguram as condições naturais necessárias para proteger espécies, grupos de espécies, comunidades bióticas ou características físicas de significância nacional, nas quais esses objetos podem requerer manipulação humana especificamente para sua perpetuação.